# Lucie Grolichová
Lucie Grolichová (Praga, 26 gennaio 1978) è una pentatleta ceca.

## Palmarès
In carriera ha conseguito i seguenti risultati:
- Mondiali:

Mosca 1997: bronzo nel pentathlon moderno individuale ed a squadre.
Millfield 2001: bronzo nel pentathlon moderno staffetta a squadre.
San Francisco 2002: oro nel pentathlon moderno staffetta a squadre.
Pesaro 2003: bronzo nel pentathlon moderno staffetta a squadre.
Londra 2009: oro nel pentathlon moderno staffetta a squadre.
- Europei

Usti nad Labem 2003: bronzo nel pentathlon moderno staffetta a squadre.
Lipsia 2009: oro nel pentathlon moderno staffetta a squadre.